# Stazione di Kōchi (Hiroshima)
La stazione di Kōchi (河内駅?, Kōchi-eki) è una stazione ferroviaria situata nella città di Higashihiroshima, nella prefettura di Hiroshima in Giappone. Si trova sulla linea principale Sanyō.

## Linee e servizi
JR West
■ Linea principale Sanyō

## Caratteristiche
La stazione è dotata di un marciapiede laterale e uno a isola con tre binari in superficie. La stazione supporta la bigliettazione elettronica ICOCA ed è priva di tornelli di accesso.
| 1   | ■ Linea principale Sanyō | per Saijō, Hiroshima e Iwakuni |
| 2-3 | ■ Linea principale Sanyō | per Mihara, Fukuyama e Okayama |

## Stazioni adiacenti
| «                      | Servizio               | »                      |
| Linea principale Sanyō | Linea principale Sanyō | Linea principale Sanyō |
| ---------------------- | ---------------------- | ---------------------- |
| Hongō                  | Locale                 | Nyūno                  |